# 11797 Ворел
11797 Ворел (11797 Warell) — астероїд головного поясу, відкритий 16 березня 1980 року.
Тіссеранів параметр щодо Юпітера — 3,320.
Названо на честь Йохана Варела (народився 1970), який відомий за свої знімки високої роздільності та спектроскопію планети Меркурій.